# Kaylani Lei
Kaylani Lei (rodným jménem Ashley Spalding) je americká pornoherečka a modelka filipínského původu.

## Kariéra
Narodila se 5. srpna 1980 v Singapuru, později se s rodiči přestěhovala do Spojených států. Od 18 let působila v Las Vegas jako striptérka, roku 2002 začala dráhu pornoherečky. Natočila přes 150 filmů, v České republice uvedla TV Nova Prameny lásky a Červenou gejšu. Spolupracovala se společnostmi Wicked Pictures, Cinemax a Playboy TV, vystupovala také v proslulé rozhlasové show Howarda Sterna. Je držitelkou ceny AVN Awards za rok 2010 za nejlepší scénu skupinového sexu.

## Zajímavosti
V letech 2005–2006 udržovala poměr s novozélandským ragbyovým reprezentantem Byronem Kelleherem. Kaylani Lei měří 152 cm, váží 45 kg, její míry jsou 81-56-81.